# قرقلة
مُرْقُس أَوْرِيل أَنْطُونِين إمبراطور روماني عُرف بلقب قَرَقَلَّة (188–217 مـ) وثانيُ ملوك الدولة السَّوَارِيَّة (198–217)، وهو الابن الأكبر للإمبراطور سيبتيموس سيفيروس والإمبراطورة جوليا دومنا. نصب والده حاكمًا مشاركًا في الحكم عام 198، وحكم بالاشتراك مع شقيقه جيتا بدءًا من عام من 209 وحتى وفاة والدهما في 211. في وقت لاحق من ذلك العام أُعدم شقيقه على يد الحرس الإمبراطوري في وقت لاحق من ذلك العام بأوامر من قرقلة، الذي حكم بعد ذلك كإمبراطور وحيد للإمبراطورية الرومانية. كره قرقلة المهام الإدارية وفوض تلك الواجبات لوالدته. شهد عهده اضطرابات داخلية وكذلك الغزوات الخارجية من قبل الشعوب الجرمانية.
كان عهد قرقلة ملحوظًا بشكل خاص بسبب إصداره لما يسمى المرسوم الأنطوني (المعروف أيضًا باسم مرسوم قرقلة) الذي منح الجنسية الرومانية لجميع الرجال الأحرار في جميع أنحاء الإمبراطورية الرومانية. على الصعيد المحلي اشتهر قرقلة ببناء حمامات قرقلة، والتي أصبحت ثاني أكبر الحمامات في روما، وبإدخال عملة رومانية جديدة تسمى أنتونينياس وهو نوع من الدنانير الرومانية المزدوجة؛ كما شهد عهده العديد من المذابح التي أمر بها شخصيًا سواء في روما أو في أماكن أخرى من الإمبراطورية. في عام 216 بدأ قرقلة حملة ضد الإمبراطورية البارثية، لكنه لم يكن قادرًا على اكمالها حيث اغتيل على يد جندي ساخط في عام 217. خلفه ماكرينوس كإمبراطور جديد بعد ثلاثة أيام فقط.
تصور المصادر القديمة قرقلة على أنه طاغية وكقائد قاسي، وهي صورة استمرت حتى يومنا هذا. قدمه معاصروه كاسيوس ديو (155 - 235 ج) وهيروديان (170 - 240) كجندي أولاً وإمبراطورًا ثانيًا. في القرن الثاني عشر قدم جيفري مونماوث قرقلة كملك لبريطانيا. لاحقًا في القرن الثامن عشر أعادت أعمال الرسامين الفرنسيين إحياء صور قرقلة بسبب أوجه التشابه الظاهرة بين استبداد قرقلة وتلك المنسوبة إلى الملك لويس السادس عشر (حكم 1774-1792). استمرت الأعمال الحديثة في تصوير قرقلة كحاكم شرير، وواحد من أكثر الأباطرة الرومان استبدادًا.

## حياته
ولد في 4 أبريل 188 وتوفي في 8 أبريل 217 وحكم من 211 م وإلى 217 م. وهو ذو أصول البونيقية من ناحية أبيه سيبتيموس سيفيروس، وعربية سورية من ناحية أمه جوليا دومنا النبيلة الشهيرة ابنة مدينة حمص في ولاية سوريا الرومانية، التي كانت ذات نفوذ وقوة وسلطة في الإمبراطورية الرومانية، ولد في لوغدنوم (الآن ليون، فرنسا) سمي لوسيوس سبتيموس باسيانوس. وفي سن السابعة، تم تغيير اسمه إلى ماركوس أوريليوس انطونيوس أوغسطس لتأكيد الانتماء إلى أسرة مرقس أوريل. اتخذ لقب قرقلة، نسبة إلى إزاره المميز كالبرنص الذي كان يرتديه والذي أصبح موضة.
وكان الابن البكر لسيبتيموس سيفيروس، وكان قرقلة من أبرز الأباطرة الرومان الذين تركوا آثارا اجتماعية هامة وكان حكمه لافتا للانظار بسبب منجزاته التالية:
- أصدر سنة (212 م) مرسوم (قرقلة) الشهير حيث منح قرقلة الجنسية الرومانية للأحرار في جميع أنحاء الإمبراطورية الرومانية من أجل زيادة الضرائب الذي جعل بموجبه جميع سكان الإمبراطورية سواسية، يخضعون لقانون واحد ضمن الحرية والحقوق الأساسية التي منحت إليهم
- التخفيض في قيمة العملة الفضية بنسبة 25 ٪ من أجل دفع رواتب الجحافل.
- تشييده للحمامات كبيرة خارج روما، المعروفة بحمامات قرقلة، والتي لا تزال آثارها قائمة حتى الآن، تمتد على مساحة قدرها (11) هكتارا، وكانت تتسع لألف وستمائة زائر .

## الوصول إلى السلطة
والده سيبتيموس سيفيروس، الذي كان حاكم سوريا صعد إلى العرش الإمبراطوري سنة 193، توفي في 211 عندما كان يتجول في حملته الشمالية في إبيراكم (يورك) في بريطانيا، وأعلن قرقلة، كمشارك في الحكم كإمبراطور مع أخيه جيتا. واعترف مجلس الشيوخ الروماني والشعب والولايات بولدي سبتيموس، وتولى كلاهما الإمبراطورية بسلطة متكافئة ومستقلة بوصفهما وريثين شريكين في العرش الروماني.. ولكن نظراً لأن كل منهما يريد أن يكون الحاكم الوحيد، كان التوتر واضحا بين الأشقاء في الأشهر القليلة التي حكما الإمبراطورية معا (حتى أنهما فكّرا في تقسيم الإمبراطورية إلى قسمين بحيث يحتفظ (قرقلة) بأوروبا ويتخذ من روما عاصمة له، وأن تترك آسيا لأخيه (جيتا) الذي يمكن أن يتخذ من (أنطاكية) أو (الإسكندرية) عاصمة له، ولكن أمهما أقنعتهما بعدم القيام بذلك).
في كانون الأول / ديسمبر 211 كركلا أقدم على قتل أخيه بعد موت أبيه في حضرة أمه لينفرد بالحكم ويقتل صهره وابن عمه جيوس فلفيوس ويعدم أنصاره وقتل كل من له علاقة بأخيه أو كل من يحمل له وداً، لقد قتل أكثر من عشرين ألفا من الرجال والنساء كان الشعب يميل إلى الإمبراطور (جيتا) وكان من نتائج قتله وقتل كل هؤلاء البشر أن أصبح الإمبراطور (قرقلة) مكروها من الشعب.
لقد طلب من الفيلسوف (سنيكا) أن يعد رسالة تسوغ هذا القتل موجهة للسانتو (مجلس الشيوخ) ففعل، ثم أمر (بابنيان) أن يفرغ كل ما أوتي من مهارة وفصاحة في سبيل تلمس الأعذار لهذه الفعلة، ولكن المفاجاة التي لم يكن الإمبراطور قرقلة يتوقعها هي رفض رجل العدالة هذا الأمر وقال في إباء وشجاعة مؤثرا فقدان حياته على ضياع شرفه: "إن قتل الأشقاء أهون من تسويغ هذا القتل"، وبعد إلحاح الإمبراطور قال (بابنيان): "إن تسويغ قتل النفس ليس أسهل من اقتراف القتل"، وقال ردا على الإمبراطور حينما حاول أن يجعل عمله دفاعا عن النفس: "إن اتهام قتيل بريء بالقتل قتل له ثان"، وكان هذا الجواب المشهور سبب ضياع حياته، فما كان من الإمبراطور إلا أن أمر الجنود المحيطين به بقتله، فتقدم أحدهم ببلطة، فما كان من (بابنيان) إلا أن انتهره لاستخدامه البلطة بدلاً من السيف، وهكذا قُتل دفاعا عن الحق وإظهار العدالة لقد أطلق الشعب على الإمبراطور (قاتل أخيه وبابنيان) بعد أن كان يطلق عليه (قاتل أخيه) ثم استولت على الإمبراطور (قرقلة) فكرة غزو الشرق تشبها بـالإسكندر المقدوني فانتقل إلى انطاكية ليقوم بمهاجمة (بارثيا)، وعهد إلى والدته أوغستا (جوليا دومنا) تصريف شؤون الحكم المدني واعتبرها أمينة سره ورئيسة ديوانه، تستلم الرسائل وتجيب عليها، لذا فهي تحل محله في استقبال رجال الدولة والأجانب.
احتجاج الإسكندريين بصفة عامة على الحكم الروماني أدى في عام 215 م وعلى إثر زيارة الإمبراطور قرقلة إلى الإسكندرية إلى قتل ما يزيد عن عشرين ألف سكندري بسبب قصيدة هجاء قيلت في قرقلة.

## وفاته
عام 217 م استولى حب الغنائم على تفكير الجند استيلاء خطيرا فأصبح كل همهم، فأقدموا على قتله في كاراي التي هزم فيها (كراسوس) وهو في قمة مجده واستولى قائد الحرس الإمبراطوري ماكرينوس على السلطة.

## مواضيع مرتبطة
- الأمبراطورية الرومانية
- قائمة الأباطرة الرومان

## هوامش
- إبراهيم حلمي الغوري وآخرون، أطلس التاريخ القديم، بيروت، دار الشرق العربي، ط1، 2004.
- - سهيل زكار وأحمد غسان سبانو، مائة أوائل من تراثنا، دمشق، عبد الهادي حرصوني، ط1، 1980.
- - د.فيليب حتى، تاريخ سوريا ولبنان وفلسطين، بيروت، دار الثقافة، بدون تاريخ.
- - د.قتيبة الشهابي، هنا بدأت الحضارة، دمشق، الأبجدية للنشر، ط 1، 1988.
- - أندريه ايمار وجانين اوبوايه، تاريخ الحضارات العام (روما وإمبراطوريتها)، بيروت، دار عويدات، ط 2، 1986.
- - ول ديورانت، قصة الحضارة (المجلد الحادي عشر)، جامعة الدول العربية، ط 5.
- - الموسوعة العربية الميسرة، القاهرة، دار الجيل، الطبعة الثانية المحدثة، 2001.2 – الدوريات
- - د.عادل زيتون، جوليا دومنا : عربية على عرش روما، مجلة العربي، الكويت، العدد 558، مايو 2005.
- د.رياض نعسان آغا، من طيوب الذاكرة